# بين ماكسويل
بين ماكسويل هو لاعب هوكي الجليد كندي، ولد في 30 مارس 1988 في فانكوفر في كندا.

## وصلات خارجية
- بين ماكسويل على موقع دوري الهوكي الوطني (الإنجليزية)
- بين ماكسويل على موقع قاعة مشاهير الهوكي (لاعب أن.إتش.أل) (الإنجليزية)
- بين ماكسويل على موقع EliteProspects.com (الإنجليزية)
- بين ماكسويل على موقع Eurohockey.com (الإنجليزية)
- بين ماكسويل على موقع HockeyDB.com (الإنجليزية)
- بين ماكسويل على موقع Hockey-Reference.com (الإنجليزية)